# 정창영 (경제학자)
정창영(鄭暢泳, 1943년 11월 18일~2024년 5월 11일)은 대한민국의 경제학자이다. 연세대학교 경제학과 교수를 거쳐 연세대학교 제15대 총장을 역임하였다.

## 생애
정창영은 일제강점기인 1943년 11월 18일 황해도 장연에서 태어났고 충청북도 충주에서 성장하였다. 연세대학교 제15대 총장, 연세대학교 명예교수, 삼성언론재단 이사장으로 재직하였다. 2007년 11월 배우자의 편입학 비리 의혹으로 총장직에서 물러난 바가 있다.

## 학력
- 1961년 2월 청주고등학교
- 1967년 2월 연세대학교 상경대학 경제학과 졸업
- 1969년 2월 미국 서던캘리포니아 대학교 경제학 석사
- 1971년 8월 미국 서던캘리포니아 대학교 경제학 박사

## 경력
- 1971년 연세대학교 상경대학 경제학과 교수(~2008년)
- 2000년 연세대학교 행정대외부총장(~2002년)
- 2002년 한국경제학회 회장(~2003년)
- 2004년 연세대학교 총장(~2007년)
- 2008년 연세대학교 명예교수
- 2009년 함께 나누는 세상 상임대표
- 2010년 삼성언론재단 이사장

## 같이 보기
- 연세대학교에 대한 비판과 논란